# Asclepias occidentalis
Asclepias occidentalis är en oleanderväxtart som beskrevs av Goyder. Asclepias occidentalis ingår i släktet sidenörter, och familjen oleanderväxter. Inga underarter finns listade i Catalogue of Life.